# 박창순 (1953년)
박창순(朴彰淳, 1953년 1월 15일 ~ )은 대한민국의 공무원, 준정부기구 기관장이다. 1980년 제2기 소방간부후보생으로 임관하여 광주소방안전본부장, 충북소방본부장, 서울소방방재본부장, 소방방재청 초대 차장을 거쳐 소방총감으로 명예퇴직했다. 2007년 한국소방안전협회 회장으로 선출되었다. 퇴임 후 한국소방정책학회장으로 부임하였다.

## 경력
- ’80.11.4 ～ ’84.5.31: 인천소방서파출소장,내무부 상황실
- ’84.6.1 ～ ’89.1.22: 내무부 방화과
- ’89.1.23 ～ ’94.1.6: 인천남부소방서․동두천서장
- ’94.1.7 ～ ’00.7.31: 경북안동서장․행자부안전담당
- ’00.8.1 ～ ’02 1.2: 광주소방본부장
- ’02.1.3 ～ ’03.1.12: 세종연구소 교육파견
- ’03.1.13 ～ '04.5.29: 충북소방본부장
- '04.5.29 ～ '04.6.24: 서울소방방재본부장
- '04.6.24 ～ 2006.3: 소방방재청 차장
- 2007.6 ~ 2008.9: 제10대 한국소방안전협회 회장
- 2011~2019년 (사)순직소방공무원추모기념회 회장